# Алескаров, Валерий Владимирович
Валерий Владимирович Алескаров (19 августа 1971, Рузаевка, Мордовская АССР) — российский футболист, вратарь; тренер.

## Карьера
Карьеру начал в 1991 году за нижнекамский «Нефтехимик», который выступал во второй советской лиге. В 1996 году перешёл в клуб «КАМАЗ-Чаллы». В нём Алескаров провёл один сезон, так ни разу и не выйдя на поле. В 1997 году игрок переходит в казанский «Рубин». В его составе Алескаров вышел в Премьер-лигу. В 2003 году сыграл два матча против «Зенита» и «Уралана», вместе с «Рубином» завоевал бронзовые медали. В 2005 году перешёл в «Рубин-2», за который отыграл два сезона, после чего завершил карьеру.
С сентября по декабрь 2019 года тренер вратарей в ФК «Ротор».

## Достижения
- Бронзовый призёр Чемпионата России: 2003